# Oskar Sewerzyński
Oskar Sewerzyński (ur. 12 sierpnia 2001 w Kielcach) – polski piłkarz grający na pozycji pomocnika w Olimpii Grudziądz.